# كونراد فون مولو
كونراد فون مولو (بالألمانية: Conrad von Molo)‏ هو منتج أفلام ومونتير ألماني، ولد في 21 ديسمبر 1906 في فيينا في النمسا، وتوفي في 12 أغسطس 1997 في ميونخ في ألمانيا.

## وصلات خارجية
- كونراد فون مولو على موقع IMDb (الإنجليزية)
- كونراد فون مولو على موقع ألو سيني (الفرنسية)
- كونراد فون مولو على موقع أول موفي (الإنجليزية)
- كونراد فون مولو على موقع قاعدة بيانات الأفلام السويدية (السويدية)
- كونراد فون مولو على موقع قاعدة بيانات الفيلم (الإنجليزية)
- كونراد فون مولو على موقع كينوبويسك (الروسية)